# 勒乌加
勒乌加（法語：Le Houga，法語發音：[lə uɡa]）是法国热尔省的一个市镇，属于孔东区。

## 地理
勒乌加（43°46'30"N, 0°10'50"W）面积31.51 平方千米，位于法国奧克西塔尼大區热尔省，该省份为法国西南部内陆省份，北起顺时针与洛特-加龙省、塔恩-加龙省、上加龙省、上比利牛斯省、大西洋比利牛斯省和朗德省接壤。
与勒乌加接壤的市镇（或旧市镇、城区）包括：阿杜尔河畔艾尔、布尔达拉、阿杜尔河畔卡泽尔、翁唐克斯、吕萨涅、吕佩-维奥勒、马尼昂、莫尔梅斯、佩尔谢德、图茹斯、韦尔瓜尼昂。

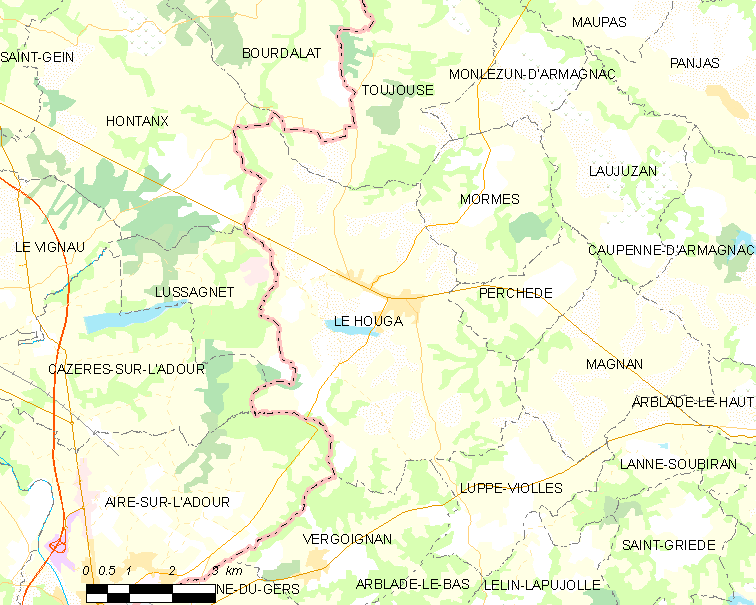
勒乌加的OSM定位图

勒乌加的时区为UTC+01:00、UTC+02:00（夏令时）。

## 行政
勒乌加的邮政编码为32460，INSEE市镇编码为32155。

## 政治
勒乌加所属的省级选区为大下阿马尼亚克县。

## 人口

1962-2008年间勒乌加人口变化图示

勒乌加于2022年1月1日时的人口数量为1186人。